# Jenny Humbert-Droz
Jenny Humbert-Droz (geb. Perret, * 27. August 1892; † 4. Januar 2000 in La Chaux-de-Fonds) war eine Schweizer Sozialistin, Kommunistin, Autorin und Frauenrechtlerin.

## Leben
Jenny Humbert-Droz wurde als Tochter eines Pfarrers im Jura geboren. Sie heiratete Jules Humbert-Droz, mit dem sie einige Zeit in Moskau lebte. Dort wurde sie Mitglied der Kommunistischen Partei Russlands. Als sie dort auf Wunsch ihrer Kinder an Weihnachten einen Christbaum aufstellte, wurde sie als Abtrünnige angesehen. Nach der Rückkehr in die Schweiz musste sie sich einer Gewissensprüfung unterziehen. Jenny Humbert-Droz schrieb unter anderem eine Biographie ihres Mannes, die unter dem Titel Une pensée, une conscience, un combat: la carrière politique de Jules Humbert-Droz 1976 veröffentlicht wurde.
1978 wurde ein Dokumentarfilm über sie gedreht und 1996 war sie eine der Darstellerinnen in dem Kurzfilm Die Field-Affäre der Schweizer Kommunisten.
Am 4. Januar 2000 verstarb sie im hohen Alter von 107 Jahren in La Chaux-de-Fonds.
Die Fondation Jenny Humbert-Droz existierte von 1997 bis 2005.